# کوه‌های بریستول
کوه‌های بریستول (به انگلیسی: Bristol Mountains) یک رشته‌کوه و منطقه حفاظت‌شده در ایالات متحده آمریکا است که در کالیفرنیا واقع شده‌است. کوه‌های بریستول ۱٬۰۳۰ متر بالاتر از سطح دریا واقع شده‌است.